# Nops anisitsi
Nops anisitsi är en spindelart som beskrevs av Embrik Strand 1909. Nops anisitsi ingår i släktet Nops och familjen Caponiidae.
Artens utbredningsområde är Paraguay. Inga underarter finns listade i Catalogue of Life.